# Dalskogs distrikt
Dalskogs distrikt är ett distrikt i Melleruds kommun och Västra Götalands län. 
Distriktet ligger nordväst om Mellerud. 

## Tidigare administrativ tillhörighet
Distriktet inrättades 2016 och utgör en del av området Melleruds köping omfattade till 1971, delen som före 1969 utgjorde socknen Dalskog.
Området motsvarar den omfattning Dalskogs församling hade vid årsskiftet 1999/2000.